# مرز چین–کره شمالی
مرز چین-کره شمالی مرز بین‌المللی جدا کنندهٔ جمهوری خلق چین و کره شمالی است.

## جغرافیا

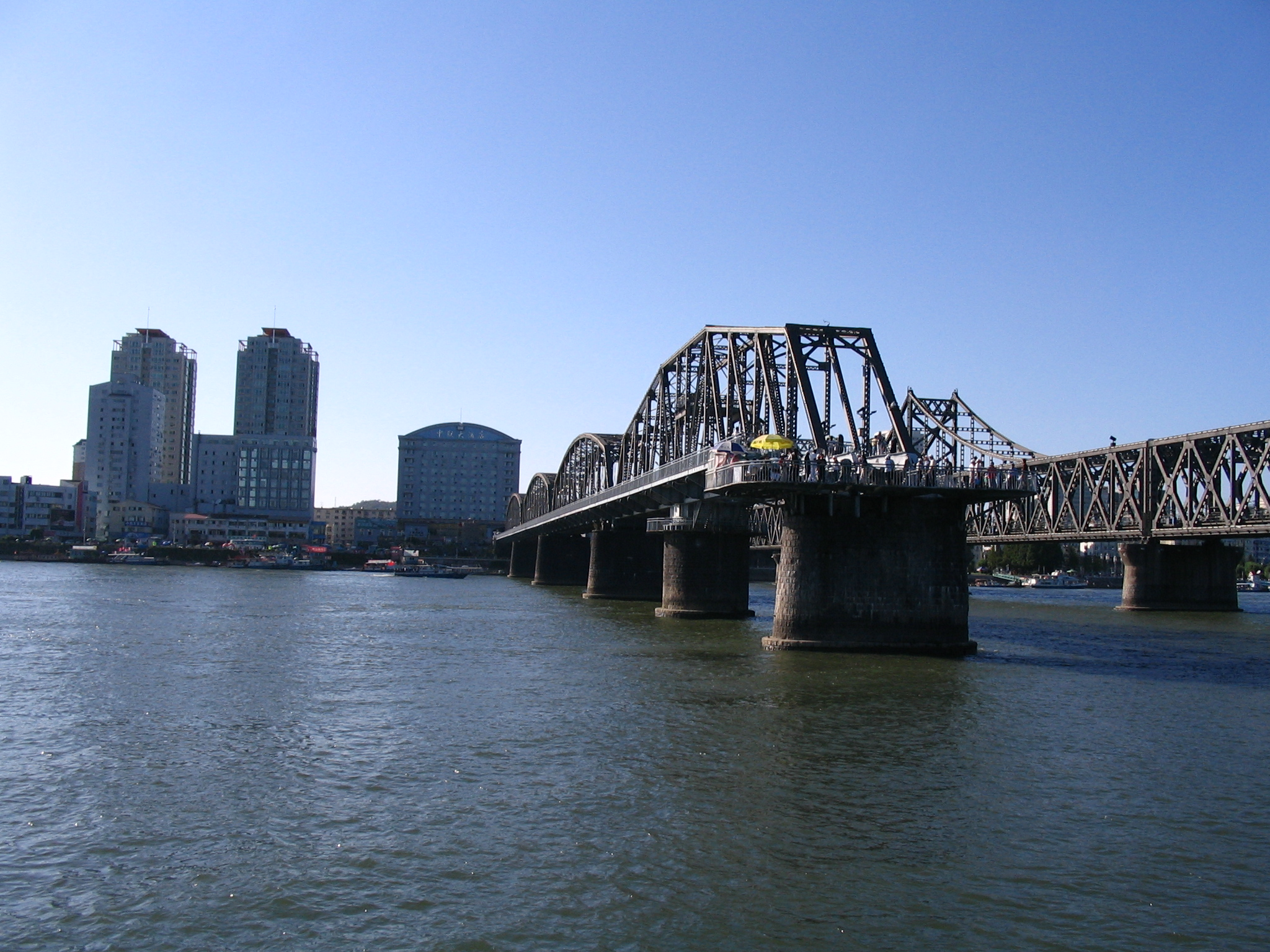
پل مرتبط کننده داندونگ با کره شمالی

طول مرز ۱٬۴۲۰ کیلومتر (۸۸۰ مایل) است. از غرب به شرق رود یالو، کوه پکتو، و رود تومن دو کشور را جدا می‌کنند.
داندونگ، در لیائونینگ چین در دلتای یالو , بزرگترین شهر روی مرز است.